# William Parker (9e baron Morley)
Pour les articles homonymes, voir William Parker.
William Parker (vers 1465 - 1510) est un baron anglais. Il est conseiller privé et porte-drapeau du roi Richard III.

## Biographie
Sir William Parker, fils d'Agnès Parker, est le père de Henry Parker et l'époux d'Alice Lovel 9e baronne Morley (c. 1467-1518), fille d'Alianore Lovel 7e baronne Morley  (1442–1476). Il est lié à la famille royale par son beau-frère, Henry Lovel, dont la femme, d'Elizabeth de la Pole est une nièce d'Édouard IV et de Richard III.
Le nom de Lovel (ou Lovell) vient de leur ancêtre Ascelin Gonel de Perceval, lui-même fils de Robert d'Ivry qui combat au côté de Guillaume le Conquérant lors de la conquête de l'Angleterre en 1066. Ascelin, en révolte permanente contre Henri Ier est surnommé Lupus, le Loup, à cause de la violence de son caractère et de ses actes. Son fils William est surnommé Lupellus, le Louveteau, d'où le surnom Luvel, qui devient Lovel avant d'être adopté comme patronyme par sa descendance.
Une part importante du patrimoine de Sir William Parker lui vient de son épouse Alice qui hérite de ce qui reste des biens de son frère Henry. En effet, au décès d'Alianore et de son époux William Lovel, le 23 juillet 1476, leur fils de 10 ans, Henry Lovel, est placé sous tutelle. Une partie des domaines familiaux sont confiés aux tuteurs, d'autres sont donnés à des aristocrates, d'autres encore semblent être restés entre les mains du roi Richard III. Certaines propriétés sont également détournées au profit de Sir Francis Lovel, neveu de William Lovel, en dépit des dispositions testamentaires rédigées par son arrière grand-père le 18 mars 1455.
Henry Lovel, 8e baron Morley, décède à 23 ans, le 13 juin 1489, à la bataille de Dixmude. À son décès, le titre nobiliaire de Morley et certains domaines de la famille, reviennent à William Parker et sa femme Alice Lovel, sœur d'Henry. Il s'agit notamment du manoir et de la seigneurie de Great Hallingbury (Essex), le manoir de Walkern (Hertfordshire), les manoirs de Hingham et de Buxston, ainsi que le manoir de Morley Hall dans la « centaine » de Forehoe (Norfolk).
Sir William est un fervent partisan de Richard III. Il se fait remarquer lors de l’invasion de l’Ecosse et est anobli le 24 juillet 1482 par Richard III,. Il est également récompensé pour son aide dans la répression de la rébellion de Buckingham en octobre 1483.

Il devient le porte-étendard de Richard III et combat avec lui le 22 août 1485 à la bataille de Bosworth contre Henry Tudor. Celui-ci remporte la victoire et devient par la suite roi d'Angleterre sous le nom d'Henry VII. Le dévouement de Sir William à Richard III lui vaut naturellement la défaveur d'Henry VII et, selon la légende familiale, il « vécut en prisonnier du roi » après la Guerre des Deux-Roses. 

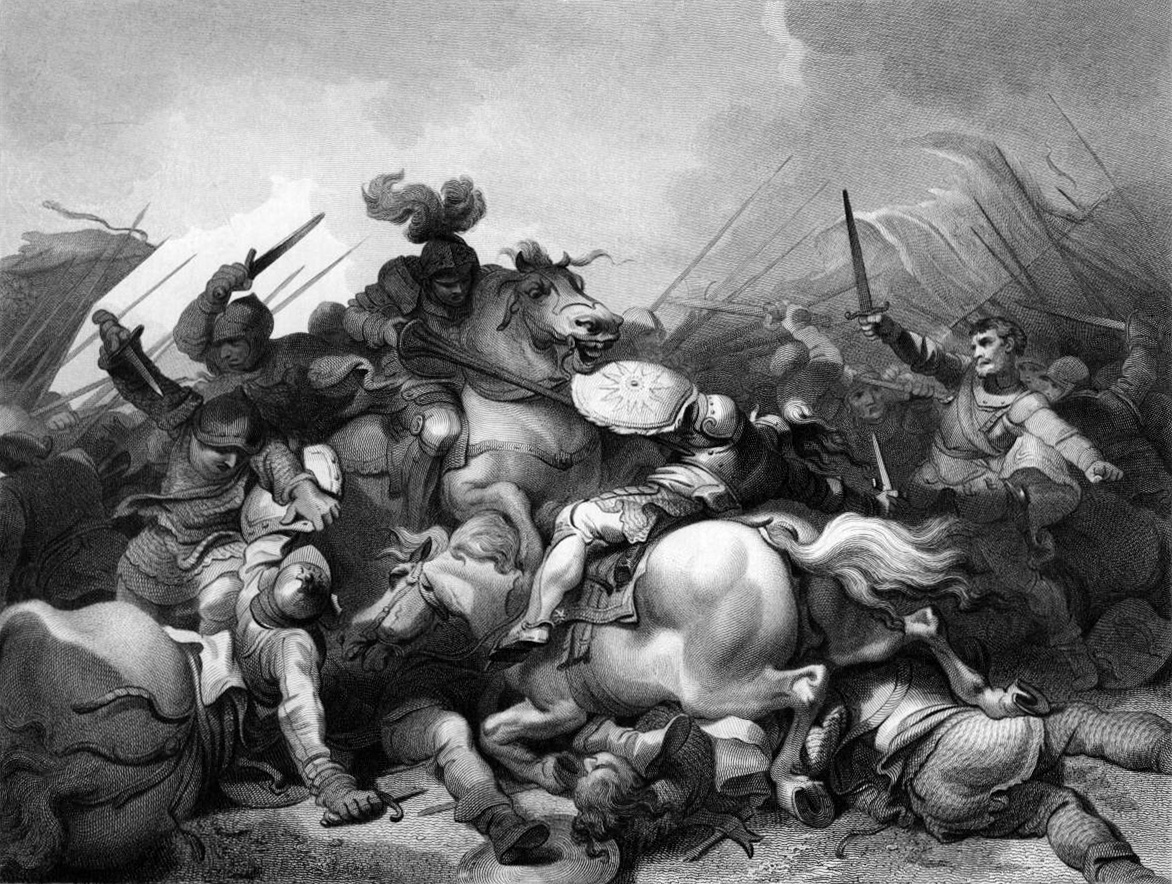
La bataille de Bosworth par Philip James de Loutherbourg

En 1493, Sir William Parker est victime d'une première crise de démence. Il semble qu'il se rétablisse, dans un premier temps, mais qu'il soit ensuite atteint d'aliénation mentale en 1502. Son épitaphe indique qu'il est décédé d'une mort violente dont la nature n'est pas précisée.
Il est enterré à la paroisse de St Gilles, dans le village de Great Hallingbury, en compagnie de sa femme Alice, de son fils Henry, de sa belle fille Alice St John, de sa mère Agnès et de sa belle sœur Élisabeth de la Pole, nièce d'Édouard IV et de Richard III.
Après son décès, sa veuve, Alice Lovel, se remarie rapidement avec l'Amiral Edward Howard, officier de marine Britannique, fils cadet du comte de Surrey. Pour s'assurer qu'Henry Parker, le fils d'Alice, ne soit pas totalement dépossédé de son héritage, Margaret Beaufort verse 500 marks à Edward Howard afin que le patrimoine des Lovel lui revienne. Sir Edward Howard meurt noyé le 25 avril 1513 lors d'une bataille en mer au large du Conquet. Alice Lovel décède cinq ans plus tard.

## Arbre généalogique
|  |  |                                         |                                         |                                         |                                         | Robert Morley 6e Baron Morley 1418 – 1442 | Robert Morley 6e Baron Morley 1418 – 1442 | Robert Morley 6e Baron Morley 1418 – 1442 | Robert Morley 6e Baron Morley 1418 – 1442 | Robert Morley 6e Baron Morley 1418 – 1442        | Robert Morley 6e Baron Morley 1418 – 1442        |                                                  |                                                  | Elizabeth de Ros c. 1418 –                       | Elizabeth de Ros c. 1418 –                       | Elizabeth de Ros c. 1418 – | Elizabeth de Ros c. 1418 – | Elizabeth de Ros c. 1418 –                   | Elizabeth de Ros c. 1418 –                   |                                              |                                              |                                              |                                              |  |  | William Lovel 7e Lord Lovel c. 1397 – 1455 | William Lovel 7e Lord Lovel c. 1397 – 1455 | William Lovel 7e Lord Lovel c. 1397 – 1455 | William Lovel 7e Lord Lovel c. 1397 – 1455 | William Lovel 7e Lord Lovel c. 1397 – 1455 | William Lovel 7e Lord Lovel c. 1397 – 1455 |  |  | Alice Deincourt 1404 – 1474                   | Alice Deincourt 1404 – 1474                   | Alice Deincourt 1404 – 1474                   | Alice Deincourt 1404 – 1474                   | Alice Deincourt 1404 – 1474                   | Alice Deincourt 1404 – 1474                   |  |  |                        |                        |                        |                        |                        |                        |  |  |                              |                              |                              |                              |                              |                              |
|  |  |                                         |                                         |                                         |                                         | Robert Morley 6e Baron Morley 1418 – 1442 | Robert Morley 6e Baron Morley 1418 – 1442 | Robert Morley 6e Baron Morley 1418 – 1442 | Robert Morley 6e Baron Morley 1418 – 1442 | Robert Morley 6e Baron Morley 1418 – 1442        | Robert Morley 6e Baron Morley 1418 – 1442        |                                                  |                                                  | Elizabeth de Ros c. 1418 –                       | Elizabeth de Ros c. 1418 –                       | Elizabeth de Ros c. 1418 – | Elizabeth de Ros c. 1418 – | Elizabeth de Ros c. 1418 –                   | Elizabeth de Ros c. 1418 –                   |                                              |                                              |                                              |                                              |  |  | William Lovel 7e Lord Lovel c. 1397 – 1455 | William Lovel 7e Lord Lovel c. 1397 – 1455 | William Lovel 7e Lord Lovel c. 1397 – 1455 | William Lovel 7e Lord Lovel c. 1397 – 1455 | William Lovel 7e Lord Lovel c. 1397 – 1455 | William Lovel 7e Lord Lovel c. 1397 – 1455 |  |  | Alice Deincourt 1404 – 1474                   | Alice Deincourt 1404 – 1474                   | Alice Deincourt 1404 – 1474                   | Alice Deincourt 1404 – 1474                   | Alice Deincourt 1404 – 1474                   | Alice Deincourt 1404 – 1474                   |  |  |                        |                        |                        |                        |                        |                        |  |  |                              |                              |                              |                              |                              |                              |
|  |  |                                         |                                         |                                         |                                         |                                           |                                           |                                           |                                           |                                                  |                                                  |                                                  |                                                  |                                                  |                                                  |                            |                            |                                              |                                              |                                              |                                              |                                              |                                              |  |  |                                            |                                            |                                            |                                            |                                            |                                            |  |  |                                               |                                               |                                               |                                               |                                               |                                               |  |  |                        |                        |                        |                        |                        |                        |  |  |                              |                              |                              |                              |                              |                              |
|  |  |                                         |                                         |                                         |                                         |                                           |                                           |                                           |                                           |                                                  |                                                  |                                                  |                                                  |                                                  |                                                  |                            |                            |                                              |                                              |                                              |                                              |                                              |                                              |  |  |                                            |                                            |                                            |                                            |                                            |                                            |  |  |                                               |                                               |                                               |                                               |                                               |                                               |  |  |                        |                        |                        |                        |                        |                        |  |  |                              |                              |                              |                              |                              |                              |
|  |  |                                         |                                         |                                         |                                         |                                           |                                           |                                           |                                           | Alianore Morley 7e Baronne Morley c. 1442 - 1476 | Alianore Morley 7e Baronne Morley c. 1442 - 1476 | Alianore Morley 7e Baronne Morley c. 1442 - 1476 | Alianore Morley 7e Baronne Morley c. 1442 - 1476 | Alianore Morley 7e Baronne Morley c. 1442 - 1476 | Alianore Morley 7e Baronne Morley c. 1442 - 1476 |                            |                            | William Lovel d. 1476                        | William Lovel d. 1476                        | William Lovel d. 1476                        | William Lovel d. 1476                        | William Lovel d. 1476                        | William Lovel d. 1476                        |  |  | John Lovel 8e Lord Lovell c. 1433 - 1465   | John Lovel 8e Lord Lovell c. 1433 - 1465   | John Lovel 8e Lord Lovell c. 1433 - 1465   | John Lovel 8e Lord Lovell c. 1433 - 1465   | John Lovel 8e Lord Lovell c. 1433 - 1465   | John Lovel 8e Lord Lovell c. 1433 - 1465   |  |  | Joan Beaumont c. 1435 - 1466                  | Joan Beaumont c. 1435 - 1466                  | Joan Beaumont c. 1435 - 1466                  | Joan Beaumont c. 1435 - 1466                  | Joan Beaumont c. 1435 - 1466                  | Joan Beaumont c. 1435 - 1466                  |  |  | Robert Lovel d. 1461   | Robert Lovel d. 1461   | Robert Lovel d. 1461   | Robert Lovel d. 1461   | Robert Lovel d. 1461   | Robert Lovel d. 1461   |  |  | Henry Lovel d. 1465          | Henry Lovel d. 1465          | Henry Lovel d. 1465          | Henry Lovel d. 1465          | Henry Lovel d. 1465          | Henry Lovel d. 1465          |
|  |  |                                         |                                         |                                         |                                         |                                           |                                           |                                           |                                           | Alianore Morley 7e Baronne Morley c. 1442 - 1476 | Alianore Morley 7e Baronne Morley c. 1442 - 1476 | Alianore Morley 7e Baronne Morley c. 1442 - 1476 | Alianore Morley 7e Baronne Morley c. 1442 - 1476 | Alianore Morley 7e Baronne Morley c. 1442 - 1476 | Alianore Morley 7e Baronne Morley c. 1442 - 1476 |                            |                            | William Lovel d. 1476                        | William Lovel d. 1476                        | William Lovel d. 1476                        | William Lovel d. 1476                        | William Lovel d. 1476                        | William Lovel d. 1476                        |  |  | John Lovel 8e Lord Lovell c. 1433 - 1465   | John Lovel 8e Lord Lovell c. 1433 - 1465   | John Lovel 8e Lord Lovell c. 1433 - 1465   | John Lovel 8e Lord Lovell c. 1433 - 1465   | John Lovel 8e Lord Lovell c. 1433 - 1465   | John Lovel 8e Lord Lovell c. 1433 - 1465   |  |  | Joan Beaumont c. 1435 - 1466                  | Joan Beaumont c. 1435 - 1466                  | Joan Beaumont c. 1435 - 1466                  | Joan Beaumont c. 1435 - 1466                  | Joan Beaumont c. 1435 - 1466                  | Joan Beaumont c. 1435 - 1466                  |  |  | Robert Lovel d. 1461   | Robert Lovel d. 1461   | Robert Lovel d. 1461   | Robert Lovel d. 1461   | Robert Lovel d. 1461   | Robert Lovel d. 1461   |  |  | Henry Lovel d. 1465          | Henry Lovel d. 1465          | Henry Lovel d. 1465          | Henry Lovel d. 1465          | Henry Lovel d. 1465          | Henry Lovel d. 1465          |
|  |  |                                         |                                         |                                         |                                         |                                           |                                           |                                           |                                           |                                                  |                                                  |                                                  |                                                  |                                                  |                                                  |                            |                            |                                              |                                              |                                              |                                              |                                              |                                              |  |  |                                            |                                            |                                            |                                            |                                            |                                            |  |  |                                               |                                               |                                               |                                               |                                               |                                               |  |  |                        |                        |                        |                        |                        |                        |  |  |                              |                              |                              |                              |                              |                              |
|  |  |                                         |                                         |                                         |                                         |                                           |                                           |                                           |                                           |                                                  |                                                  |                                                  |                                                  |                                                  |                                                  |                            |                            |                                              |                                              |                                              |                                              |                                              |                                              |  |  |                                            |                                            |                                            |                                            |                                            |                                            |  |  |                                               |                                               |                                               |                                               |                                               |                                               |  |  |                        |                        |                        |                        |                        |                        |  |  |                              |                              |                              |                              |                              |                              |
|  |  | Henry Lovel 8e Baron Morley 1466 – 1489 | Henry Lovel 8e Baron Morley 1466 – 1489 | Henry Lovel 8e Baron Morley 1466 – 1489 | Henry Lovel 8e Baron Morley 1466 – 1489 | Henry Lovel 8e Baron Morley 1466 – 1489   | Henry Lovel 8e Baron Morley 1466 – 1489   |                                           |                                           | Edward Howard c. 1476 – 1513                     | Edward Howard c. 1476 – 1513                     | Edward Howard c. 1476 – 1513                     | Edward Howard c. 1476 – 1513                     | Edward Howard c. 1476 – 1513                     | Edward Howard c. 1476 – 1513                     |                            |                            | Alice Lovel 9e Baronne Morley c. 1463 – 1518 | Alice Lovel 9e Baronne Morley c. 1463 – 1518 | Alice Lovel 9e Baronne Morley c. 1463 – 1518 | Alice Lovel 9e Baronne Morley c. 1463 – 1518 | Alice Lovel 9e Baronne Morley c. 1463 – 1518 | Alice Lovel 9e Baronne Morley c. 1463 – 1518 |  |  | William Parker c. 1465 – 1510              | William Parker c. 1465 – 1510              | William Parker c. 1465 – 1510              | William Parker c. 1465 – 1510              | William Parker c. 1465 – 1510              | William Parker c. 1465 – 1510              |  |  | Francis Lovell 9e Baron Lovell 1454 – c. 1485 | Francis Lovell 9e Baron Lovell 1454 – c. 1485 | Francis Lovell 9e Baron Lovell 1454 – c. 1485 | Francis Lovell 9e Baron Lovell 1454 – c. 1485 | Francis Lovell 9e Baron Lovell 1454 – c. 1485 | Francis Lovell 9e Baron Lovell 1454 – c. 1485 |  |  | Joan Lovel 1457 – 1485 | Joan Lovel 1457 – 1485 | Joan Lovel 1457 – 1485 | Joan Lovel 1457 – 1485 | Joan Lovel 1457 – 1485 | Joan Lovel 1457 – 1485 |  |  | Frideswide Lovel 1466 – 1507 | Frideswide Lovel 1466 – 1507 | Frideswide Lovel 1466 – 1507 | Frideswide Lovel 1466 – 1507 | Frideswide Lovel 1466 – 1507 | Frideswide Lovel 1466 – 1507 |
|  |  | Henry Lovel 8e Baron Morley 1466 – 1489 | Henry Lovel 8e Baron Morley 1466 – 1489 | Henry Lovel 8e Baron Morley 1466 – 1489 | Henry Lovel 8e Baron Morley 1466 – 1489 | Henry Lovel 8e Baron Morley 1466 – 1489   | Henry Lovel 8e Baron Morley 1466 – 1489   |                                           |                                           | Edward Howard c. 1476 – 1513                     | Edward Howard c. 1476 – 1513                     | Edward Howard c. 1476 – 1513                     | Edward Howard c. 1476 – 1513                     | Edward Howard c. 1476 – 1513                     | Edward Howard c. 1476 – 1513                     |                            |                            | Alice Lovel 9e Baronne Morley c. 1463 – 1518 | Alice Lovel 9e Baronne Morley c. 1463 – 1518 | Alice Lovel 9e Baronne Morley c. 1463 – 1518 | Alice Lovel 9e Baronne Morley c. 1463 – 1518 | Alice Lovel 9e Baronne Morley c. 1463 – 1518 | Alice Lovel 9e Baronne Morley c. 1463 – 1518 |  |  | William Parker c. 1465 – 1510              | William Parker c. 1465 – 1510              | William Parker c. 1465 – 1510              | William Parker c. 1465 – 1510              | William Parker c. 1465 – 1510              | William Parker c. 1465 – 1510              |  |  | Francis Lovell 9e Baron Lovell 1454 – c. 1485 | Francis Lovell 9e Baron Lovell 1454 – c. 1485 | Francis Lovell 9e Baron Lovell 1454 – c. 1485 | Francis Lovell 9e Baron Lovell 1454 – c. 1485 | Francis Lovell 9e Baron Lovell 1454 – c. 1485 | Francis Lovell 9e Baron Lovell 1454 – c. 1485 |  |  | Joan Lovel 1457 – 1485 | Joan Lovel 1457 – 1485 | Joan Lovel 1457 – 1485 | Joan Lovel 1457 – 1485 | Joan Lovel 1457 – 1485 | Joan Lovel 1457 – 1485 |  |  | Frideswide Lovel 1466 – 1507 | Frideswide Lovel 1466 – 1507 | Frideswide Lovel 1466 – 1507 | Frideswide Lovel 1466 – 1507 | Frideswide Lovel 1466 – 1507 | Frideswide Lovel 1466 – 1507 |
|  |  |                                         |                                         |                                         |                                         |                                           |                                           |                                           |                                           |                                                  |                                                  |                                                  |                                                  |                                                  |                                                  |                            |                            |                                              |                                              |                                              |                                              |                                              |                                              |  |  |                                            |                                            |                                            |                                            |                                            |                                            |  |  |                                               |                                               |                                               |                                               |                                               |                                               |  |  |                        |                        |                        |                        |                        |                        |  |  |                              |                              |                              |                              |                              |                              |
|  |  |                                         |                                         |                                         |                                         |                                           |                                           |                                           |                                           |                                                  |                                                  |                                                  |                                                  |                                                  |                                                  |                            |                            |                                              |                                              |                                              |                                              | Henry Parker 10e Baron Morley c. 1486 – 1556 |                                              |  |  |                                            |                                            |                                            |                                            |                                            |                                            |  |  |                                               |                                               |                                               |                                               |                                               |                                               |  |  |                        |                        |                        |                        |                        |                        |  |  |                              |                              |                              |                              |                              |                              |